# Brée (France)
Pour les articles homonymes, voir Brée et Bree.
Brée est une commune française, située dans le département de la Mayenne en région Pays de la Loire, peuplée de 584 habitants.
La commune fait partie de la province historique du Maine, et se situe dans le Bas-Maine.

## Géographie

### Climat
Pour des articles plus généraux, voir Climat des Pays de la Loire et Climat de la Mayenne.
En 2010, le climat de la commune est de type climat océanique altéré, selon une étude du CNRS s'appuyant sur une série de données couvrant la période 1971-2000. En 2020, Météo-France publie une typologie des climats de la France métropolitaine dans laquelle la commune est exposée à un climat océanique et est dans la région climatique  Moyenne vallée de la Loire, caractérisée par une bonne insolation (1 850 h/an) et un été peu pluvieux. 
Pour la période 1971-2000, la température annuelle moyenne est de 11,1 °C, avec une amplitude thermique annuelle de 13,8 °C. Le cumul annuel moyen de précipitations est de 764 mm, avec 12,5 jours de précipitations en janvier et 6,9 jours en juillet. Pour la période 1991-2020, la température moyenne annuelle observée sur la station météorologique de Météo-France la plus proche, « Montourtier_sapc », sur la commune de Montsûrs à 3 km à vol d'oiseau, est de 11,5 °C et le cumul annuel moyen de précipitations est de 765,2 mm,. Pour l'avenir, les paramètres climatiques de la commune estimés pour 2050 selon différents scénarios d'émission de gaz à effet de serre sont consultables sur un site dédié publié par Météo-France en novembre 2022.

## Urbanisme

### Typologie
Au 1er janvier 2024, Brée est catégorisée commune rurale à habitat dispersé, selon la nouvelle grille communale de densité à sept niveaux définie par l'Insee en 2022.
Elle est située hors unité urbaine. Par ailleurs la commune fait partie de l'aire d'attraction d'Évron, dont elle est une commune de la couronne,. Cette aire, qui regroupe 18 communes, est catégorisée dans les aires de moins de 50 000 habitants,.

## Toponymie
Le nom de la localité est attesté sous les formes Brea en 617 et Briaco en 642.

## Histoire

### Antiquité
Brée n'était encore qu'une villa, c'est-à-dire une sorte d'exploitation agricole à l'époque de saint Bertrand du Mans, évêque du Mans, qui l'acheta de Theuobalde et qui la légua par testament à son église. Dans l'intervalle compris entre le commencement du VIIe siècle et le XIIe siècle, à une époque inconnue, comme la plupart des domaines de ce genre reçus ou acquis et ensuite légués par saint Bertrand du Mans, Brée était devenu paroisse sous le vocable de saint Gervais et de saint Protais.

### Moyen Âge
L'église fut donnée avant le XIIe siècle à l'abbaye Notre-Dame d'Évron ; Hildebert, en 1125, ne fit que leur en confirmer la possession.
En souvenir ou en raison peut-être des anciens droits de l'église du Mans sur Brée, l'évêque était resté présentateur et collateur de la cure, contrairement à ce qui se faisait pour les autres prieurés ou paroisses dépendant de l'abbaye. Dans des circonstances et à une époque inconnues, les religieuses de l'abbaye du Pré avaient reçu sur Brée des droits qu'elles conservèrent jusqu'à la fin du XVIIIe siècle. Elles jouissaient d'une partie des dîmes. Il est possible que l'évêque du Mans, donateur du domaine que saint Bertrand du Mans avait acquis de Theuobalde, en ait fait le partage entre les bénédictins d'Évron et les religieuses du Pré.
En effet, l'abbaye d'Évron ne semble pas avoir eu sur la paroisse de Brée, au moins du XVIe siècle au XVIIIe siècle, des droits plus étendus que ceux de l'abbesse de Saint-Julien-du-Pré. Le prieur de Neau dont Brée était fillette ne se qualifiait pas du titre de curé primitif, ni ne semble s’être jamais attribué le privilège d'officier à certaines fêtes dans l'église qui était dite relever de son bénéfice. Il jouissait seulement d'une partie des dîmes dans une proportion sensiblement semblable à la part prélevée par les religieuses du Pré. Ces droits simultanés des bénédictins d'Évron et des religieuses de Saint-Julien-du-Pré sur la paroisse de Brée amenèrent entre les deux maisons de longues difficultés qui finirent par un arrangement à l'amiable.
Depuis très longtemps, est-il dit dans un mémoire du XVIIIe siècle, le curé de Brée prenait à ferme la part des dîmes de la paroisse qui ne lui appartenaient pas en propre ; il payait à ce titre 200 liv. au prieur de Neau, et 170 liv. à l'abbesse de Saint-Julien. Le seigneur de Brée prélevait sur l'ensemble de la grande dîme 36 boiss. d'avoine, mesure de Brée, 12 boiss. sur chacun des trois copartageants ; plus trois airées de paille sur la granche du presbytère. L'abbaye d'Evron, outre les droits du prieur de Neau, jouissait d'un trait de dîmes affermé au curé huit ou dix livres.
Le curé, dans un procès qui eut lieu au XVIIIe siècle et dont l'abbé Angot ne connait pas l'issue, prétendait justement, il semble, que le prieur de Neau et Madame l'abbesse ne devaient dîmer que dans la seigneurie de Brée, telle qu'elle était composée anciennement, avant qu'aient été réunis sur la même tête les différents fiefs de la Bequinière (?), les Bordeaux, la Courbe, et même Veloché qui appartenait aux seigneurs de Laval. L'arrangement en vertu duquel les dîmes du fief de Veloché furent concédées à la dame de Laval est une pièce intéressante qui ne se trouve pas au cartulaire d'Évron et qu'on lira aux pièces justificatives.

### Histoire féodale

Armes des Brée : d'argent à deux fasces de sable au sautoir de gueulles brochant sur le tout.

La châtellenie de Brée, annexée à celle de la Courbe, relevait en partie du comté de Laval, par la châtellenie de Montsûrs, et en partie de la châtellenie d'Assé-le-Bérenger. Elle comprenait dans sa mouvance les fiefs de la Bourrelière (Brée), de la Gasnerie (Deux-Evailles), de Gerennes (Deux-Evailles), de Montchauveau (Neau), de Montoron (Saint-Jean-sur-Erve), de Trancalou (Deux-Evailles) et de Régales (Saint-Christophe-du-Luat). Elle avait droit de justice contentieuse, haute, moyenne et basse. « La terre de Brée, située à l'Est et à un kilomètre du bourg, était composée du château et de ses dépendances et domaine, cinq métairies, deux moulins à blé et un à foulon, les landes de Brée, la prairie de Mauconseil, que les sujets du seigneur étaient obligés de faucher, fanner, etc. moyennant un denier par jour, le bois de Brée ou le petit Hermetz, le château de Trancalou, en Deux-Evailles. Actuellement le château de Brée, l'un des plus anciens du doyenné, n'a pour croisées que de simples ouvertures pratiquées dans des murailles de deux mètres d'épaisseur. Ces croisées hautes d'un mètre, larges de quarante-huit centimètres, sont évasées les unes à l'intérieur et les autres à l'extérieur. Les portes étaient en plein-cintre et les appartements petits et voûtés en moellons. On montait dans ses étages par des escaliers étroits qui subsistent en partie. Une maison de fermier a été construite contre les débris du château autour duquel régnaient des fosses immenses convertis en prairies. À quelques mètres de distance on a bâti un modeste manoir au bout duquel se trouve un vieil appartement nommé le Trésor. »

## Population et société

### Démographie
L'évolution du nombre d'habitants est connue à travers les recensements de la population effectués dans la commune depuis 1793. Pour les communes de moins de 10 000 habitants, une enquête de recensement portant sur toute la population est réalisée tous les cinq ans, les populations de référence des années intermédiaires étant quant à elles estimées par interpolation ou extrapolation. Pour la commune, le premier recensement exhaustif entrant dans le cadre du nouveau dispositif a été réalisé en 2005.
En 2022, la commune comptait 584 habitants, en évolution de +9,16 % par rapport à 2016 (Mayenne : −0,73 %, France hors Mayotte : +2,11 %).
| 1793 | 1800 | 1806 | 1821 | 1831  | 1836  | 1841 | 1846  | 1851 |
| ---- | ---- | ---- | ---- | ----- | ----- | ---- | ----- | ---- |
| 878  | 809  | 967  | 712  | 1 005 | 1 022 | 961  | 1 002 | 988  |

| 1856 | 1861 | 1866 | 1872 | 1876 | 1881 | 1886 | 1891 | 1896 |
| ---- | ---- | ---- | ---- | ---- | ---- | ---- | ---- | ---- |
| 945  | 925  | 870  | 775  | 727  | 714  | 706  | 731  | 672  |

| 1901 | 1906 | 1911 | 1921 | 1926 | 1931 | 1936 | 1946 | 1954 |
| ---- | ---- | ---- | ---- | ---- | ---- | ---- | ---- | ---- |
| 669  | 644  | 606  | 589  | 610  | 526  | 493  | 536  | 520  |

| 1962 | 1968 | 1975 | 1982 | 1990 | 1999 | 2005 | 2006 | 2010 |
| ---- | ---- | ---- | ---- | ---- | ---- | ---- | ---- | ---- |
| 498  | 504  | 515  | 540  | 482  | 459  | 465  | 456  | 536  |

| 2015 | 2020 | 2022 | - | - | - | - | - | - |
| ---- | ---- | ---- | - | - | - | - | - | - |
| 535  | 564  | 584  | - | - | - | - | - | - |

| Année | Baptêmes Garçons | Baptêmes Filles | Sépultures Hommes | Sépultures Femmes | Mariages |
| ----- | ---------------- | --------------- | ----------------- | ----------------- | -------- |
| 1779  | 21               | 23              | 17                | 26                | 8        |
| 1780  | 20               | 18              | 44                | 35                | 8        |
| 1781  | 23               | 14              | 21                | 20                | 7        |
| 1782  | 23               | 17              | 38                | 33                | 8        |
| 1783  | 15               | 15              | 20                | 19                | 6        |
| 1784  | 14               | 16              | 36                | 31                | 8        |
| 1785  | 24               | 28              | 24                | 18                | 6        |
| 1786  | 20               | 17              | 20                | 15                | 6        |
| 1787  | 17               | 15              | 18                | 15                | 7        |
| 1788  | 21               | 18              | 18                | 26                | 10       |
| Total | 200              | 181             | 248               | 228               | 74       |

On voit assez par la simple inspection de ce tableau que le nombre proportionnel des décès pour cette période n'est pas dans les conditions normales, sur ces dix années il s'en trouve trois au moins où la mortalité fut exceptionnelle et épidémique. Ce qu'il y a de plus significatif dans ce rapprochement de chiffres, c'est le nombre des naissances comparé à celui des mariages qui donne une moyenne de plus de cinq enfants par famille. Les épidémies les plus sérieuses qu'on puisse constater d'après les registres sont celles de 1584 et de 1593 ; en cette dernière année il y eut quatre prêtres à mourir.

## Lieux et monuments
Brée est une cité du Pays d'art et d'histoire Coëvrons-Mayenne.

### Châteaux

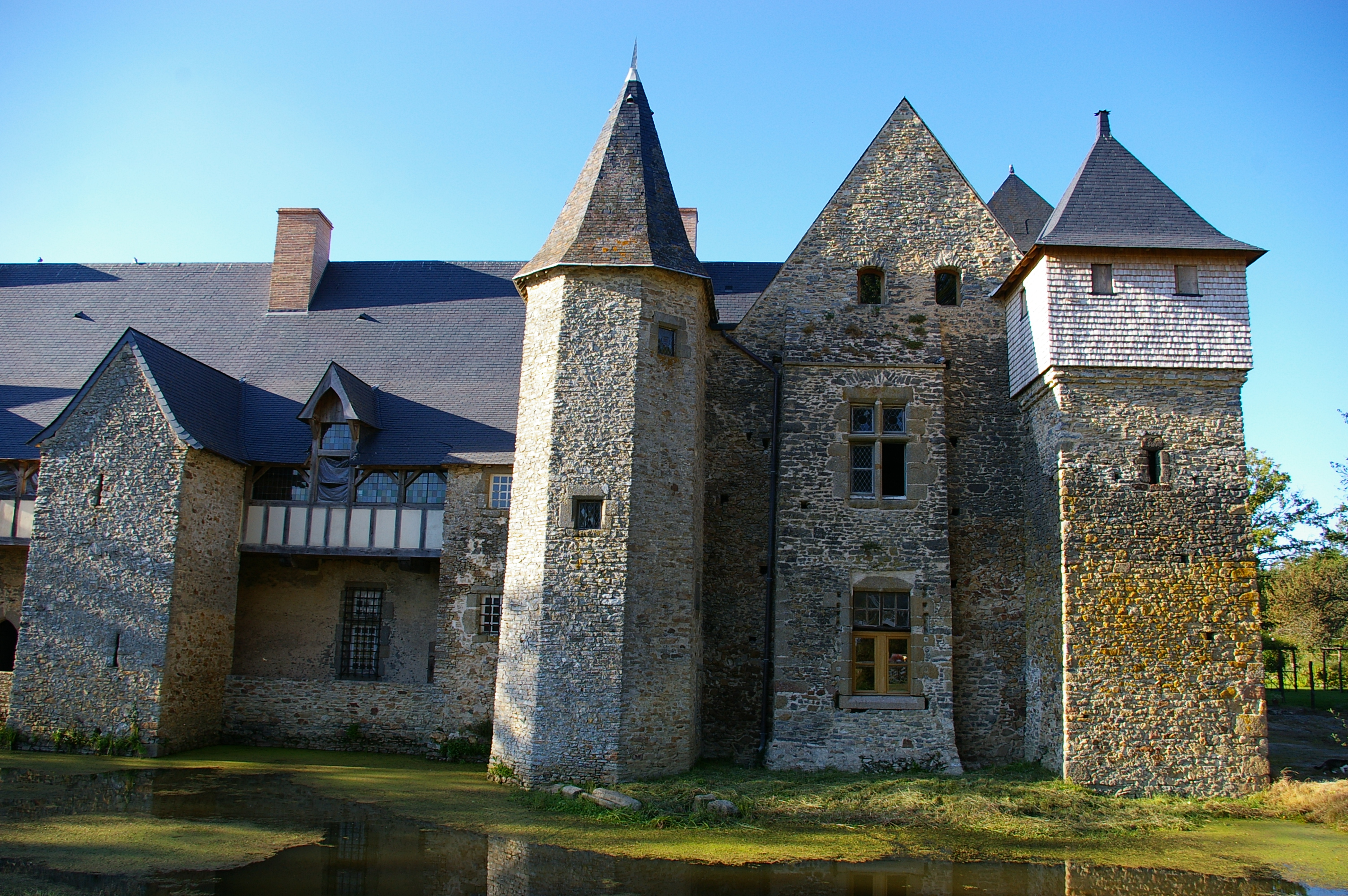
Le château de la Courbe.

- Château de la Courbe de Brée.
- Château de Brée.
- Ancien château de Bordeaux.

### Cimetières
Le cimetière était considéré comme une dépendance et une annexe de l'église. Bénit par les prières liturgiques il participe à la consécration du lieu saint qui autrefois le couvrait de son ombre. La procession qui chaque dimanche précède la messe se faisait alors extérieurement ; les fidèles suivaient le clergé et priaient sur la tombe de leurs parents. On signale à Brée, à la fin du XVIe siècle, deux cimetières où se faisaient indistinctement les sépultures : le petit qui entourait l'église, et le grand où se trouvait la chapelle de la Sainte Croix. Bien que cette chapelle soit de date très ancienne, il y a lieu de croire que le petit cimetière attenant à l'église paroissiale était le cimetière primitif. À partir de l'an 1600 le grand cimetière est entièrement délaissé. Mais en 1660, au mois de juin, le petit cimetière avait été pollué. Était-ce par un acte de violence, par une sépulture d'hérétique ou d'infidèle ou par toute autre cause, on ne l'indique pas. Il ne fut réconcilié que le 30 janvier 1661, par M. Amb. Foucher, curé, en vertu d'une commission de l'évêque du Mans. Dans l'intervalle on enterra soit dans le grand cimetière, soit dans l'église. En 1780, Monseigneur de Gonssans interdit comme insalubre et contraire aux ordonnances de 1776 le cimetière qui entourait l'église et on reprit le grand cimetière. Défense fut faite en même temps de relever les tombes qui dans ce dernier « empêchaient de faire les processions et d'ailleurs étaient ridicules ».

### Cure et presbytère
Le presbytère actuel est celui que fit construire, comme le relate son épitaphe, M. René Le Cornu. M. Chedhomme (1740-1763) y fit aménager un appartement pour un second vicaire. M. Coulleray de la Motte (1764-1770) se fit autoriser à abattre des arbres sur le domaine de la cure pour des réparations ou augmentations qu'il avait entreprises. L'aveu suivant rendu à la seigneurie de Brée en 1540, par Denys Cahouet, fera connaître quelle était l'étendue des biens affectés au curé dès cette époque. Il avoue tenir de monseigneur noble et puissant Gilles Sanglier, sieur du Bois-Rogues, de la châtellenie, terre et seigneurie de Brée, de Douesmon, des Haies Gasselin et de Chanseaulx.

### Fabrique
Comme partout ailleurs, la fabrique était administrée par un procureur nommé pour deux ou trois ans par le général des habitants à l'issue de la grand'messe. À l'expiration du temps de sa gestion, il rendait ses comptes par recettes et par mises devant l'assemblée qui nommait son successeur. Il pouvait y avoir plusieurs procureurs fabriciens. À Brée il n'y en avait qu'un seul, le plus souvent laïque. Voici un projet d'aveu rédigé en 1705 par Me Patrice Guédon, prêtre, procureur, qui montre quelles étaient les ressources et les revenus en biens-fonds ou en rentes de la fabrique.
L'abbé Angot n'a pas vu qu'il soit question du loyer des bancs de l'église, il a seulement trouvé une liste donnant le nom de ceux qui occupaient chaque banc et chaque place, et en regard de quelques noms la mention : Concédé. Le nombre des places de l'église s'élève à 210 environ, au XVIIIe siècle. Le procureur avait la garde des archives paroissiales. En 1500 les « Carteniers et enseignements de l'Église » étaient renfermés en un coffre propre à cet usage. En 1745, les titres de la fabrique étaient au presbytère en une chambre haute dans un contouer fermant à clef. Les extraits des actes de baptêmes, mariages, sépultures étaient délivrés par le procureur fabricien. Jusqu'en 1673 les actes se rédigeaient sur papier libre ; en 1674 sur feuille de 8 den. ; de 18 den. en 1675 ; de 12 den. en 1676. En 1737 le timbre disparait jusqu'en 1755. Au commencement du XVIIIe siècle, les publications de bans durent être contrôlées dans une cour royale. On trouve mention d'un quatrième ban qui se publiait, selon l'abbé Angot, le jour même du mariage.

### Chapelles
Il y avait dans la paroisse de Brée plusieurs chapelles ou chapellenies sur lesquelles l'abbé Angot a trouvé les quelques détails qui suivent.

#### Chapelle Saint-Yves de la Courbe
Cette chapelle ne fut jamais desservie.

#### Les Saulneries
La chapelle des Saulneries fut fondée en 1549 par Me Jean Dierre, qui était vicaire de Brée en 1523. Il donna pour la doter la terre des Basses-Landes. En 1723, le temporel de la chapelle consistait dans le lieu des Saulneries, affermé 78 liv., et la closerie des Basses-Landes, d'ailleurs mauvaise et inexploitable faute de chemin ; un long procès fut soutenu en vain pour obtenir un passage sur le propriétaire riverain. Le revenu des Basses-Landes est estimé 40 liv. Le chapelain percevait encore 21 livr. en deux rentes qui ne sont pas spécifiées. Une déclaration du titulaire, faite en vertu de l'ordonnance du roi de 1750, porte les charges à 75 liv. pour le prêtre qui acquitte les messes, 30 liv. pour les réparations, 25 liv. 6 s. de taxe, ce qui laisse 4 sous pour le titulaire, les dépenses prélevées. En 1723, l'évêque du Mans réduisit les obligations à un ordinaire et demi par semaine, c'est-à-dire trois messes pour deux semaines, cela pour douze ans ; il y eut ensuite prolongation dans le même sens. La taxe fut également réduite en 1771 à 12 liv. La chapelle de la Saulnerie était desservie dans l'église de Brée à l'autel Saint-Pierre ; elle était à la présentation et en premier lieu au bénéfice des héritiers du fondateur.

#### La Noe-Doyen
Le 28 avril 1524, Mre Robert le Doynne, prêtre, donnait à rente à ses neveux germains, Jean et Denys Pailleux, le lieu et domaine de la Noë-Doyen, à la charge de faire dire deux messes par semaine, un Subvenite ou un autre Respons et une chanterie de ce qu'il y aura de prêtres à Brée, avec offrande d'un pain bénit de la fleur d'un boisseau de froment pour être mis en charité, avec une offrande en présentant ledit pain bénit pour faire prier Dieu pour ledit R. le Doynne. Ceci jusqu'à ce qu'il y ait dans la famille maternelle du donateur un prêtre pouvant dire lesdites messes. En cas de non exécution la confrérie des SS. Gervais et Protais en faisant acquitter ces charges entrait en jouissance desdits biens. Il n'y eut à cette époque qu'un premier essai de fondation, et c'est sans doute comme bâtonnier de la confrérie qu'en 1554, L. Lepeltier, clerc, faisait aveu à la seigneurie de Brée pour les biens compris dans la donation. Le 26 septembre 1559, Me Louis Brossier, prêtre, demeurant au bourg de Brée, en son nom et au nom de feu messire Jean Brossier son frère, dont il a hérité, et qui avait acquis plusieurs biens « par le moyen des pratiques par lui faites en l'église de Brée » fonde deux messes par semaine, l'une le mardi en l'honneur du Saint-Esprit, l'autre à la discrétion du chapelain qui sera nommé. Pour ce il baille la part qui lui revient des biens de son frère dans son partage avec Laurent Brossier. La Noë-Doyen y était comprise. Le titulaire devait d'une part deux boisseaux et demi, d'autre part un tiers de boisseau d'avoine pour avoir droit aux landes et communes, faire paître les bestiaux, y prendre jonc et litière.

### Écoles
Ce n'est pas sortir du chapitre qui concerne l'église et le clergé que de parler des écoles, car on peut voir dans toutes les paroisses que les fondations qui se firent du XVIe siècle au XVIIIe siècle en faveur de l'instruction des enfants pauvres eurent des prêtres comme fondateurs, et qu'ensuite ce furent presque toujours des prêtres qui y firent fonctions d'instituteurs pour les garçons, tandis que des religieuses ou de pieuses personnes se chargeaient des jeunes filles sous la direction du clergé.
À Brée, l'école des garçons se tenait dans une maison dite le Pressouer ou Pressoir, léguée en 1592 à cet effet à la fabrique par Me Thomas Gaultier, prêtre et chapelain, à la charge d'une messe par semaine. Un pré, nommé le pré des Rochers, avait également été donné au collège « des garçons et filles de Brée pour montrer l'école aux pauvres de ladite paroisse gratuitement ». Par acte du 3 février 1699, devant F. Bruant, notaire à Brée, Marie Potier, femme de Joachin Girard, léguait par testament un lieu et closerie appelé Vaublin, paroisse de Bais, dont le revenu serait affecté par tiers à une école de garçons à Brée pour l'instruction des pauvres, à l'établissement d'une école de filles dans la même paroisse, et en divins services. Cette closerie fut vendue pour acheter le pré du Rocher dont le revenu, estimé 37 livres en 1745, fut affecté à la même destination.
Le 22 mai 1723, M. R. Le Cornu, curé de Brée, fondait par devant Me P. Bruant, notaire royal, l'établissement des sœurs de la charité. Il avait été secondé dans ses desseins charitables par une nièce, Mlle Thérèse Le Cornu qui elle-même entra comme religieuse dans la communauté naissante des sœurs de la Chapelle-au-Riboul. Le testament de la sœur Le Cornu mentionnait également un legs de 17 liv. pour le maître d'école des garçons.
Depuis cette époque, on voit figurer les sœurs dans les divers comptes de fabrique comme chargées de l'entretien du linge de la sacristie ; l'abbé Angot y relève les noms des sœurs Rocher, 1753, Mezière, 1756, Mailan, 1756. Le 27 janvier 1758, dans une réunion du général des habitants, M. Chedhomme remontra son louable dessein pour le bien et utilité des petites écoles des garçons de lad. paroisse… où il n'y a même pas de logement commode pour cet effet.

## Activité culturelle et manifestations
Il y avait deux foires à Brée, celle de la Saint-Louis, 25 août, et celle de la saint Gervais d'hiver le 10 décembre. L'abus s'était introduit de tenir ces foires le jour même de la fête ; M. René Le Cornu demanda à M. le sénéchal du Maine, qu'en vertu de l'ordonnance du 16 décembre 1698, elles soient remises au lendemain. Il fut fait droit à sa réclamation et défense fut portée en ce sens sous peine de confiscation de leurs marchandises contre les délinquants.

### Confréries

#### Confrérie de Saint-Gervais et Saint-Protais
Il y avait à Brée une confrérie fort importante. Elle était établie sous le vocable des saints Gervais et Protais, patrons de la paroisse ; son but principal était le soulagement des âmes du purgatoire.
Son érection doit datée au moins au milieu du XVe siècle.
Les curés de Brée ont eu souvent la charge de procureur, d'autres prêtres de la paroisse également, plus rarement des laïques. La fête principale avait lieu le 10 décembre, jour de la Saint-Gervais d'hiver. Outre les recommandations, messes, anniversaires ou autres prières fondées par les associés, il y avait une messe par semaine le lundi à l'intention de tous les membres de la confrérie. Un aveu de 1705 parle aussi de deux messes pour les confrères, qui se disaient dans la chapelle du grand cimetière, l'une le jeudi, la seconde le vendredi. L'honoraire de ces deux messes se prenait sur la Beguinière et la Bonière.

#### Confrérie du Saint-Rosaire
En 1651, Madeleine Brossier, veuve de Jacques Chartier, sieur de la Fontaine, effectue un legs de 10 livres de rente en faveur de la Confrérie du Rosaire « qui sera érigée en l'église de Brée », et 12 livres pour acheter une rente destinée à l'entretien d'une lampe devant l'autel de la Vierge.
Comme il est fait mention à plusieurs reprises de missions données à Brée par les Dominicains de Laval, il n'est pas surprenant d'y voir l'érection de cette confrérie. Toutefois, aucun document postérieur à cette date n'a permis de savoir à l'abbé Angot s'il avait été donné suite à ce projet.

## Personnalités liées à la commune
- Julien-Charles Baguenier Desormeaux
- François Bourdoiseau

## Héraldique
| Blason de Brée | Blason  | D’or, à trois fasces d’azur, et un soleil de l’un dans l’autre ; au chef cousu d’argent, chargé de trois quintefeuilles d’azur. |
| Blason de Brée | Détails | L’or et les trois fasces d’azur proviennent des armes de la famille de Vassé, seigneur du village. La reprise intégrale du blason de famille étant interdite pour la commune, il suffit d’en emprunter un ou plusieurs éléments. Le soleil symbolise Gervais et Protais les saints patrons de la paroisse. Ils font partie des saints de glace d’où la disposition de l’un dans l’autre qui donne un soleil partagé entre l’or de la chaleur et l’azur du froid. L’argent avec les trois quintefeuilles d’azur reprennent les armes de la famille de Montesson également seigneur de Brée. La remarque concernant le blason de famille est valable ici aussi. Les ornements sont deux deux gerbes de blé d’or, mises en sautoir par la pointe et liées de sable afin d’honorer l’activité agricole. Le listel d'argent porte le nom de la commune en lettres majuscules de sable. La couronne de tours dit que l’écu est celui d’une commune ; elle n’a rien à voir avec des fortifications. Le statut officiel du blason reste à déterminer. |